# Nitzbach
Der Nitzbach ist ein 28,5 km langer, orographisch rechter Nebenfluss der Nette in Rheinland-Pfalz (Deutschland).

## Name
Der Fluss wurde im 10. Jh. als Nitissa erstmals schriftlich erwähnt. Der Name leitet sich vermutlich vom germanischen *nit- für 'strömen' und dem Suffix -is-jō ab.

## Geographie

### Verlauf
Der Nitzbach entspringt etwa ein Kilometer südwestlich von Reimerath und nordwestlich von Mannebach im Landkreis Vulkaneifel auf einer Höhe von ca. 559 m ü. NHN. Von hier aus fließt der Bach nach Nordosten bis nach Brücktal. Dort unterquert er die Landesstraße 94 und fließt in östlicher Richtung südlich an der Ortschaft Kirsbach vorbei. Er schwenkt nach Nordosten und erreicht Nitz. Er passiert die Ortschaft Niederbaar und fließt dann entlang der Bundesstraße 258 bis Virneburg. In Virneburg umfließt der Nitzbach in einem weiten Bogen die Burg und mäandert dann durch ein enges Tal an der Wallfahrtskapelle Sankt Jost vorbei und durch Nitztal Richtung Osten zu seiner Mündung in die Nette bei Schloss Bürresheim in der Nähe von Sankt Johann.
Das 85,6 km² große Einzugsgebiet entwässert über Nette und Rhein zur Nordsee.

### Zuflüsse
| Stat. in km | Name                         | GKZ        | Lage   | Länge in km | EZG in km² | Mündung    |
| ----------- | ---------------------------- | ---------- | ------ | ----------- | ---------- | ---------- |
| 028,20      | Schildwachtbach              | 27144-112  | rechts | 000,6180    | 0000,1900  |            |
| 027,60      | Mittelbach                   | 27144-114  | rechts | 001,3260    | 0000,5350  |            |
| 027,10      | Grubenbach                   | 27144-116  | links0 | 000,9860    | 0000,6340  |            |
| 027,00      | Diedrichsbach                | 27144-118  | rechts | 001,5420    | 0000,7730  |            |
| 026,50      | Wiesenbach                   | 27144-1192 | rechts | 000,7060    | 0000,5570  |            |
| 025,30      | Winsbach                     | 27144-12   | links0 | 002,4220    | 0005,1490  | Brücktal   |
| 023,30      | Kirsbach                     | 27144-14   | links0 | 004,9550    | 0003,7470  | Kirsbach   |
| 020,70      | Krebsbach                    | 27144-2    | links0 | 005,8550    | 0007,5220  | Nitz       |
| 019,10      | Bierschbach                  | 27144-32   | links0 | 004,2480    | 0004,8740  | Nitz       |
| 017,90      | Eschbach                     | 27144-4    | links0 | 006,9410    | 0010,7120  | Niederbaar |
| 016,50      | Herresbach                   | 27144-52   | links0 | 002,4840    | 0002,1770  | Virneburg  |
| 012,30      | Engelbach, auch Welschenbach | 27144-54   | links0 | 004,0000    | 0004,1690  |            |
| 011,80      | Blumenbach                   | 27144-592  | rechts | 000,9460    | 0000,6410  |            |
| 010,80      | Achter Bach                  | 27144-6    | links0 | 006,8660    | 0012,3340  |            |
| 007,80      | Arbacher Bach                | 27144-712  | links0 | 000,6760    | 0000,3180  |            |
| 007,20      | Wilde Seifen                 | 27144-72   | rechts | 001,6110    | 0001,3970  |            |
| 006,80      | Remmknippbach                | 27144-732  | rechts | 000,8310    | 0000,3410  |            |
| 006,20      | Petersbach                   | 27144-74   | links0 | 001,8890    | 0001,6840  |            |
| 004,50      | Steinbach                    | 27144-76   | rechts | 001,6580    | 0002,0820  |            |
| 003,00      | Scheidkopfbach               | 27144-792  | rechts | 001,0140    | 0000,5960  | Nitztal    |
| 000,50      | Welschenbach                 | 27144-8    | links0 | 003,0350    | 0003,1040  |            |

Anmerkungen zur Tabelle
1. ↑  Gewässerkennzahl, in Deutschland die amtliche Fließgewässerkennziffer mit zur besseren Lesbarkeit eingefügtem Trenner hinter dem Präfix, das einheitlich für den allen gemeinsamen Vorfluter Nitzbach steht.